# Salona
Salona (starogrško Σάλωνα, Salona) je bila starodavno mesto in glavno mesto rimske province Dalmacije. Stala je na mestu sedanjega dalmatinskega mesta Solin na Hrvaškem. 
Ustanovljena je bila v 3. stoletju pr. n. št. in uničena med invazijami Avarov in Slovanov v 7. stoletju n. št.  
Mesto ima več kasnejših rimskih značilnosti, kot so mestno obzidje, forum, gledališče, amfiteater, javna kopališča in akvadukt. 

## Zgodovina
Salona je zrasla na območju grških mest Tragurian in Epetian ob reki Jadro v 3. stoletju pr. n. št. Kasneje je imela več kot 60.000 prebivalcev in bila rojstno mesto rimskega cesarja Dioklecijana. 
V 1. tisočletju pr. n. št. so Grki v njej ustanovili tržnico. Pred prihodom Rimljanov je bila v domeni ilirskih Dalmatov, po njihovi osvojitvi pa je postala glavno mesto rimske province Dalmacije, ker se je v državljanski vojni proti Pompeju postavila na stran bodočega rimskega diktatorja Gaja Julija Cezarja.  Martia Iulia Valeria Salona Felix (polno ime starodavnega mesta) je bila ustanovljena verjetno po rimskih državljanskih vojnah pod Julijem Cezarjem. Zgodnje rimsko mesto je obsegalo območje okoli foruma in gledališča z mestnimi vrati Porta Caesarea na severovzhodni strani. Obzidje je bilo med vladavino Gaja Avgusta Oktavijana utrjeno s stolpi. Zgodnja trapezasta oblika mesta se je s širitvijo mesta proti vzhodu in zahodu spremenila.  
Mesto je hitro dobilo rimske značilnosti: obzidje, forum, gledališče in amfiteater, ki so danes najbolj vidne nadzemne ostaline, javna kopališča in akvadukt. Veliko napisov v latinščini in grščini je bilo najdenih tako znotraj obzidja kot na pokopališčih zunaj, saj so Rimljani prepovedovali pokope znotraj mestnih meja. Več finih marmornih sarkofagov s teh grobišč je zdaj v Arheološkem muzeju v Splitu. Vse te arheološke najdbe potrjujejo blaginjo mesta in vključenost v rimski imperij. Salona je imela kovnico denarja, ki je bila preko Viae Argentariae povezana s kovnico v Sirmiju ter rudniki zlata in srebra v Dinarskem gorstvu.
Rimski cesar Dioklecijan je po svoji upokojitvi šest kilometrov iz Salone zgradil veličastno palačo, zdaj znano kot Dioklecijanova palača. Palača je postala jedro, okoli katerega se je razvilo mesto Split. Nekje v okolici Salone naj bi bila tudi Dioklecijanova grobnica.
Blaginja Salone je v 4. in 5. stoletju omogočila gradnjo obsežne cerkvene zgradbe, vključno s škofovsko baziliko, sosednjo cerkvijo ter krstilnico znotraj obzidja ter več svetišč v čast mučencem zunaj obzidja. Zgradbe so postale glavno mesto preučevanja razvoja krščanske sakralne arhitekture. Škof Salone je imel položaj škofa metropolita. Po padcu so škofijo in druge ostanke prenesli v Split. Škofija in njen vpliv sta obsegala skoraj celo sedanjo Hrvaško ter Bosno in Hercegovino južno od Save in zahodno od Drine.
Salona je bila edino  pristaniško mesto na vzhodni obali Jadrana, navedeno v Dioklecijanovem ediktu o najvišjih cenah, in imela med vsemi naštetimi pristaniškimi mesti največ pomorskih povezav: z Aleksandrijo, Efezom, Nikomedijo, Selevkijo Pierijo in Kartagino. Izrazita je bila tudi povezava z Raveno. Povezave niso pomenile samo izmenjave dobrin, ampak tudi potovanja pomembnih osebnost. Nekatere so se v Saloni celo naselile in tam umrle. Zdi se, da je bila Salona veliko pristanišče, saj je v bitko pri Seni Gallici leta 551 iz njega izplul bizantinski general Jon z 38 ladjami, v primerjavi z ravenskimi 12.

### Padec
V zgodnjem 7. stoletju je rimski limes na reki Donavi in Savi padel in bil vojaško opuščen, zaradi česar je bila rimska provinca Dalmacija odprta za osvajanje. Dogodki ob padcu Salone so zaradi njegove lokacije pomembni za razumevanje, kdaj so provinca in periferija obalnih mest podlegli barbarski invaziji Papež Gregor I. je julija 600 pisal salonitanskemu nadškofu Maksimu in izrazil zaskrbljenost zaradi prihoda Slovanov (de Sclavorum gente quae vobis valde imminet et affligor vehementer et conturbor). Po zapisih v De administrando imperio (10. stoletje) Konstantina VII. in Historia Salonitana Tomaža Arhidiakona (13. stoletje) je bila Salona v 7. stoletju večinoma uničena v vpadih Avarov in Slovanov, po Tomažu Arhidiakonu Hrvatov, ki jih je identificiral z Goti in Slovani. V 29. in 30. poglavju De Administrando Imperio, ki govori o zgodovini Dalmacije in padcu Salone, sta izmenično uporabljena izraza Avari in Slovani, vendar so najverjetneje na splošno mišljeni Slovani. Po osvojitvi mesta so se prišleki tam naselili in začeli postopoma pleniti in uničevati Rimljane v okolici mesta. Begunci iz Salone so se naselili v drugih obalnih in otoških mestih: Decatera, Ragusa, Spalato, Tetrangourin, Diadora, Arbe, Vekla in Opara  in znotraj Dioklecijanove palače.
Natančen datum padca in uničenja ni zanesljiv. Papež Janez IV. je leta 641 poslal opata Martina, mogoče bodočega papeža Martina I., v Dalmacijo, da bi odkupil ujetnike, kar se razlaga, da je morala biti Salona uničena pred tem datumom. Ker so begunci iz Salone, tudi po Tomažu Arhidiakonu, okoli leta 625 ustanovili Raguzo, je morala biti Salona uničena okoli leta 625 ali prej. V zgodovinopisju se padec tradicionalno datira v leto 614, po mnenju drugih pa v obdobje med letoma 608 in 639. Najkasnejši datirani napis v še živem mestu je datiran na 12. maj 612. V 70. letih 20. stoletja je bilo najdenih veliko kovancev, med katerimi je bilo le nekaj Heraklijevih. Najmlajši je bil kovan v letih 630/631. Slednjega razlagajo kot dokaz, da so mesto začeli zapuščati po letu 614, uničeno pa je bilo verjetno leta 639. Nekatera arheološka izkopavanja kažejo, da je majhna skupina staroselcev verjetno še naprej živela skupaj s prišleki do sredine 7. stoletja, ko je bilo mesto opuščeno. Tibor Živković je trdil, da se je napad zgodil v zgodnjih 630. letih.
Novo slovansko prebivalstvo se je naselilo zunaj ruševin proti vzhodu ob reki Jadro, kjer najdemo starohrvaške grobove. V 10. in 11. stoletju so hrvaški kralji ustanovili in obnovili tri cerkve, od katerih je bila ena kraljevi mavzolej. V njej so odkrili   sarkofag hrvaške kraljice Helene Zadarske. V drugi je bil Dimitrij Zvonimir okronan za hrvaškega kralja. Arheološko potrjeni podatki so zapisani v Historia Salonitana.

## Arhitektura

### Manastirine
Izven mesta so bili izkopani ostanki bazilike in pokopališče. Najstarejši deli so iz 2. stoletja pr. n. št. Na tem pokopališču je bil po usmrtitvi v areni amfiteatra leta 304  pokopan škof in mučenec Domnij. Pokopališče ima značilnost krščanskih pokopališč tistega časa, ko so pokojnike pokopavali čim bliže mučeniku ali svetniku.

### Mestno obzidje
Gradnja obzidja je trajala več stoletij. Najstarejši deli mesta so bili obzidani že v 2. stoletju pr. n. št. Med Pax Romana se je mesto razširilo preko obzidja proti vzhodu in zahodu.
Med vladanjem cesarja Marka Avrelija okoli leta 170 pr. n. št. sta zaradi stalnih germanskih groženj obzidje dobila tudi vzhodno in zahodno predmestje. V obzidju je bilo najmanj 90 stolpov. Dolgo je bilo okoli 4 kilometre in široko od 1.9 do 2,5 metra.
V času cesarja Teodozija II. v zgodnjem 5. stoletju so bili vsi stolpi rekonstruirani, o čemer priča napis na obzidju. V prvi polovici 6. stoletja so nekaterim kvadratnim stolpom dodali trikotne zaključke, da bi okrepili obrambni sistem mesta. Takšni stolpi so vidni na severni strani vzhodnega dela mesta.

### Škofijsko središče
Središče krščanske Salone je v severozahodnem delu vzhodnega mesta. V njem sta dve baziliki, krstilnica in  škofovska palača, zgrajena v 5. stoletju. Bazilika je največja v Dalmaciji.  

### Akvadukt
Cesar Avgust je zgradil akvadukt za oskrbo mesta z vodo iz reke Jadro. Dolg je bil 3.850 metrov. Nabolj ohranjen je del severno od škofijskega središča. Izračuni kažejo, da bi akvadukt lahko oskrboval  približno 40.000 ljudi.

### Terme
Terme so bile značilne zgradbe rimske civilizacije in nepogrešljiv del rimskega mestnega življenja. V Saloni je bilo več javnih kopališč. Najbolj ohranjene so Velike terme v vzhodnem delu mesta, zgrajene v 2. ali na začetku 3. stoletja.

### Most s petimi loki
V vzhodnem predmestju Salone je bil preko najzahodnejšega rokava reke Jadro zgrajen most s petimi loki, ki je bil hkrati podaljšek Decumanus Maximus, ki se je razvejal v dve cesti, od katerih je ena vodila proti severovzhodu do vrat Porta Andetria, druga pa čez most do Epetiuma, današnjega Stobreča.

### Porta Caesarea
Porta Caesarea so dobro ohranjena mestna vrata z dvema  osmerokotnima stolpoma in tremi prehodi, glavnim za vozila in stranskima za pešce. Po širitvi mesta so izgubila svoj namen in postala vir gradiva za akvadukt.

### Praetorium
Jugovzhodno od Porta Caesarea je stala razkošna vila, verjetno palača rimskega guvernerja Dalmacije. V njej so odkrili več mozaikov s podobami mitoloških bitij, kot sta  Apolon Orfej in Triton. Mozaiki so zdaj v Arheološkem muzeju v Splitu.

### Forum
Forum, središče javnega življenja v mestu, je bil v jugovzhodnem delu mesta. Meril je 40 x 70 metrov. Po 4. stoletju je postalo mesto bolj krščansko in forum je izgubil svojo vlogo mestnega središča.

### Gledališče
Gledališče, zgrajeno v 1. stoletju n. št., je merilo 65 × 58 metrov.

### Tempelj
Južno od gledališča je stal tempelj, posvečen Dionizu ali Libru.

### Kapljuc
Ruševine so ostanki najstarejše pokopališke bazilike, zgrajene  sredi 4. stoletja nad grobovi štirih pretorskih gardistov, ki so bili med Dioklecijanovim preganjanjem kristjanov usmrčeni v areni.

### Amfiteater
Amfiteater je bil zgrajen v drugi polovici 2. stoletja n. št. Boji gladiatorjev so se v mestu dogajali do 5. stoletja, ko so bili dokončno opuščeni. Amfiteater je bil relativno majhen, meril je 65 x 40 metrov, a je imel dovolj prostora za 15.000 do 18.000 gledalcev. V njem so se dogajale tudi javne usmrtitve. Ohranjenih je samo nekaj podzemnh prostorov, okrasja in kamnitih kipov. Amfiteater je bil najbolj uničen v 17. stoletju v vojnah proti Turkom, ko so ga Benečani porušili iz strateških razlogov.

### Marusinac
Na tem pokopališkem kompleksu  so  leta 304 vrgli v morje mučenika Anastazija z brusnim kamnom okoli vratu. Mavzolej je bil zgrajen v začetku 4. stoletja. V 5. in 6. stoletju so se tukaj pokopavali škofje in duhovniki.

### Gradina
Gradina je bila srednjeveška trdnjava, ki so jo po zasedbi Klisa zgradili Turki na vzhodnem obzidju.

### Nekropole
Pokopavanje mrtvih v mestu je bilo v rimskih časih prepovedano. V Saloni so jih pokopavali ob cestah, ki so vodile iz mesta.